# Yacón
Yacón (Smallanthus sonchifolius) är en knöl som odlas i varma och tempererade områden i Anderna för sin konsistens och söta smak.
Den innehåller prebiotika och tros ha en positiv effekt på tarmfloran; roten innehåller vitamin B1, B och C och består till största delen av vatten och fruktooligosackarider. Även bladen används i den traditionella medicinen.

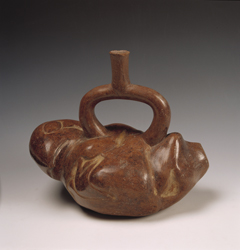
En Yacón-flaska från Mochica-kulturen. Museo Larco. Lima, Peru.

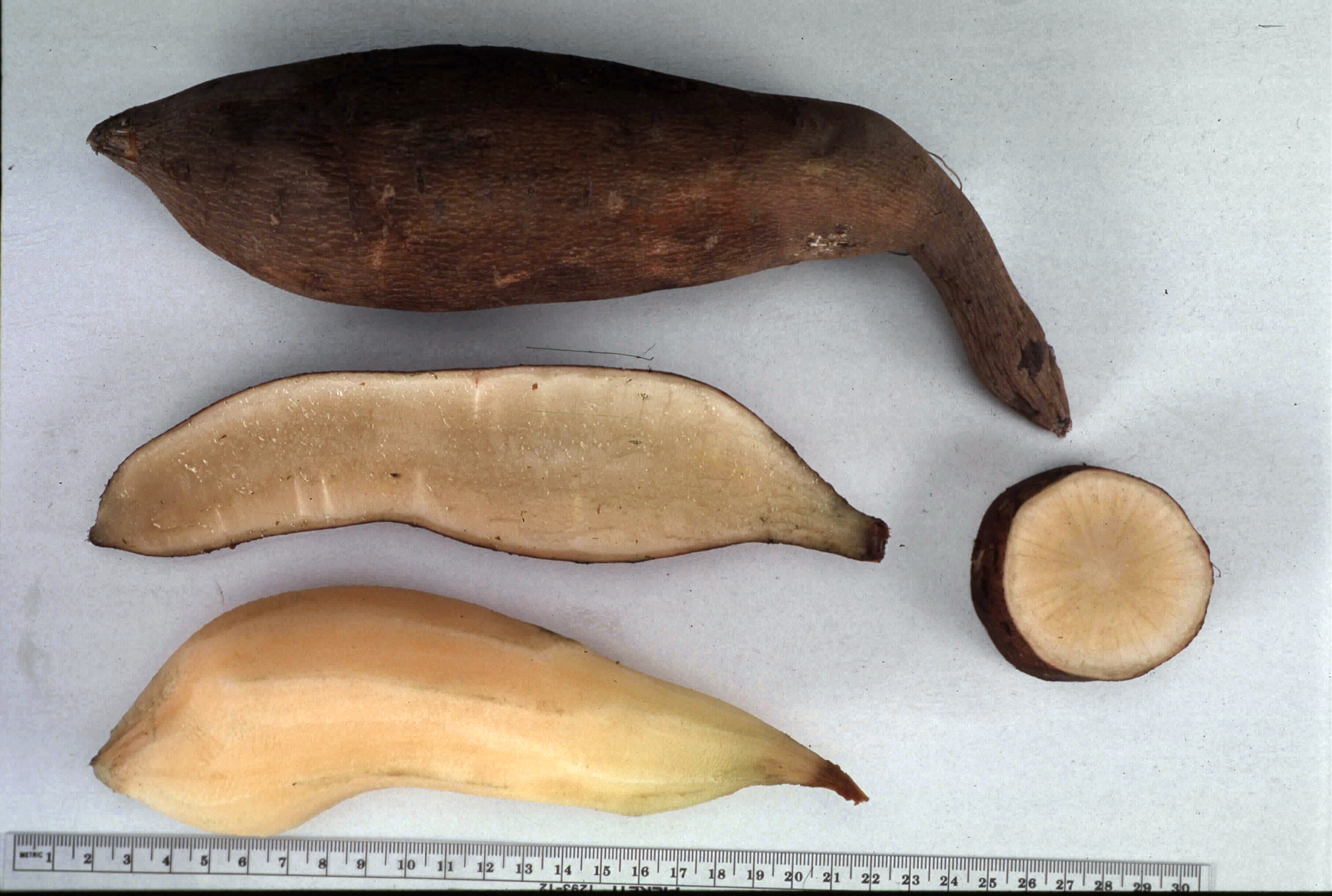
Yacón rotfrukter vilka till utseendet påminner om Maniok/Cassava

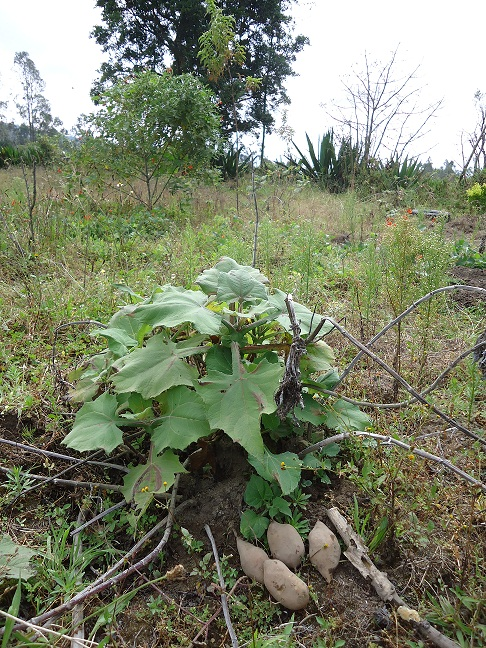
Yacónplanta ovan mark med frilagda rotfrukter

Växten producerar två typer av rötter. Vanliga rötter och rotfrukter. Rötterna växer samman under jordytan och producerar nya knoppar som blir växtens gröna del ovan mark. Rotfrukterna är stora och ätbara och påminner om jordärtskockans och kan väga upp till 1 kg.
Rotfrukten innehåller inulin, vilket är ett osmältbart socker, vilket i sin tur innebär att även om de har en söt smak, är detta socker inte jämförbart med vanligt socker. Det är därför som rötterna kan konsumeras och används för behandling av kolesterol och diabetes och används som probiotika och sötningsmedel.
Yacón-växter kan växa upp till en höjd av 1,5-2 meter och växten är en perenn. Den producerar små, gula oansenliga blommor i slutet av växtsäsongen. Till skillnad från andra rotfrukter som brukats av Inkafolket som alm eller oca, är yacón inte känslig för fotoperiod, och kan producera en kommersiellt värdefull gröda i tropikerna.
Yacón kom till Japan först på 1970-talet och därifrån spred den sig till andra länder i Asien, framför allt Sydkorea, Kina, Filippinerna, Taiwan och är allmänt tillgänglig på marknaden idag. Senare, år 1985, kom den till Nya Zeeland. Den växer bra i södra Australien (inkl. Tasmanien) och Nya Zeeland, där klimatet är milt och växtsäsongen lång. Nyligen har den introduceras på marknaden i USA.

## Näringsvärde
- Protein = 2 g
- Fett = 0,01 g
- Kolhydrater = 17,44 g
- Fiber = 1,6 g
- Socker, inulin = 9,6 g
- Järn = 3,4 mg
- Kalcium = 14 mg
- Magnesium = 17 mg
- Fosfor = 78 mg
- Kalium = 429 mg
- C-vitamin = 4 mg
- Tiamin = 0,2 mg
- Riboflavin = 0,06 mg
- Niacin = 1,3 mg
- Pantotensyra = 0397 mg
- Vitamin B6 = 0,077 mg
- Folat = 13 ug